# Micro-région de Bátonyterenye
La micro-région de Bátonyterenye (en hongrois : bátonyterenyi kistérség) est une micro-région statistique hongroise rassemblant plusieurs localités autour de Bátonyterenye.